# 咖啡的历史

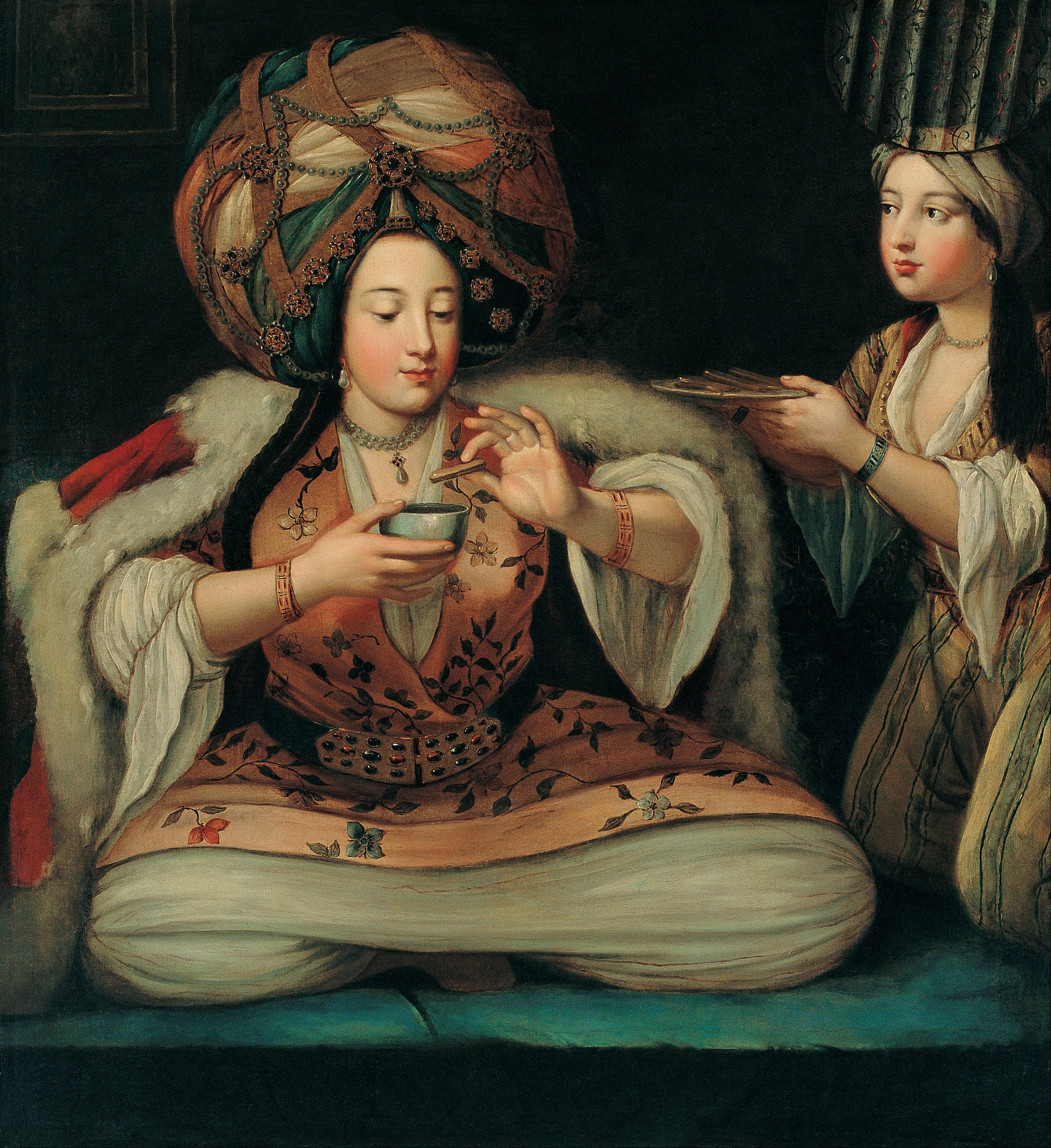
啜饮咖啡的女性，约18世纪上半叶，藏于土耳其伊斯坦布尔的佩拉博物馆

咖啡的历史可以追溯到最初种植咖啡的埃塞俄比亚，15世纪，也门的伊斯兰教苏菲派修道院在祈祷时使用咖啡来帮助集中注意力，16世纪初咖啡传播到黎凡特地区，并受到穆斯林的欢迎，却引发是否符合伊斯兰教法的争议和伊斯兰国家君主的禁令。16世纪后期，咖啡通过地中海的贸易路线从黎凡特地区传至威尼斯以及意大利，并引发意大利宗教人士对咖啡的顾虑。直到1600年，教宗克勉八世对咖啡的争议作出裁决，咖啡才正式得到基督教的认可，此后欧洲出现了大量咖啡馆。1658年，荷兰人首先在其殖民地锡兰和印度南部开始种植咖啡，但最终为避免供应过剩而降低价格，选择放弃锡兰而专注于爪哇和苏里南的种植园。法国在加勒比海的殖民地圣多明各则在1715年开始种植咖啡，随后在大约1727年葡萄牙国王派遣弗朗西斯科·德·梅洛·帕赫塔前往法属圭亚那搜寻咖啡种子和种苗获得成功，并在巴西开始种植咖啡。1852年，巴西成为世界上最大的咖啡生产国，并长期保持着这一地位；1950年，由于哥伦比亚、越南以及埃塞俄比亚等生产国相继出现而被打破，越南在1999年超过哥伦比亚成为第二大咖啡生产国。

## 词源

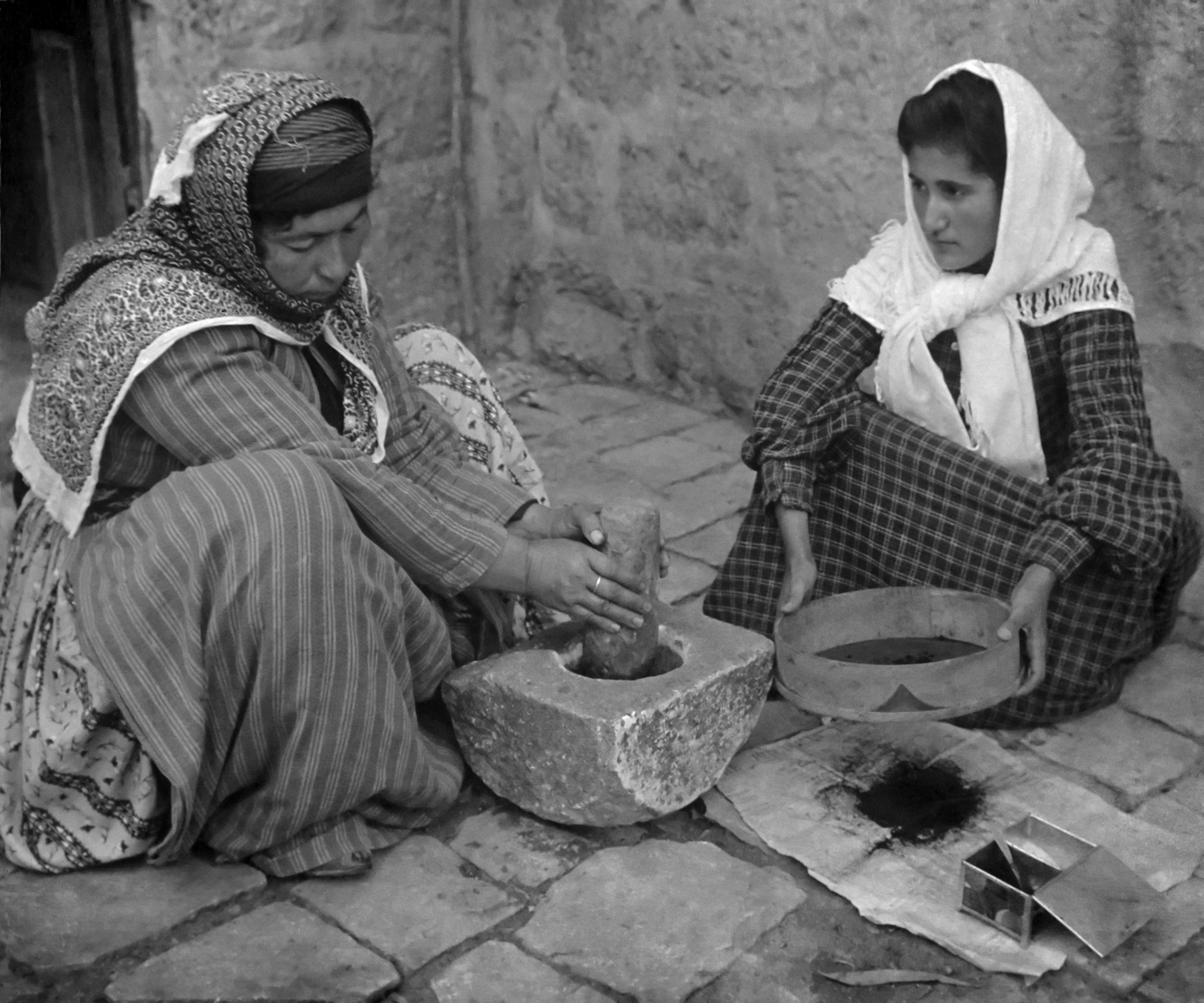
正在研磨咖啡的巴勒斯坦女性，1905年

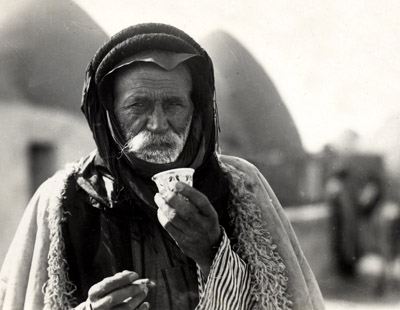
来自叙利亚阿勒颇的贝都因人，啜饮着传统的murra（苦咖啡），1930年

英语中咖啡Coffee一词来源于荷兰语，而的词源为奥斯曼土耳其语，其词源可追溯至阿拉伯语。土耳其语还衍生出意大利语。土耳其语中的来源于波斯语Qahve（قهوه او），意为棕色。中世纪的阿拉伯词典编纂者通常认为阿拉伯语的词源来自酒；或源自动词 ()，意为“没有胃口”。最有可能的意思是“黑暗的”，其词根来自闪族语言的qhh，意为“深色”；则还可能用来代表啤酒或豆子，但在阿拉伯语中豆子被称为，在庫希特語中则称为būn。。

## 起源
咖啡的最初来源已无从得知，但却有相关的传说故事存在。9世纪的埃塞俄比亚的牧羊人加爾第发现，羊群在啃食了咖啡果实后变得非常兴奋活泼，牧羊人也咀嚼了咖啡果实，随后将咖啡果实带给了附近修道院的僧侣；但僧侣起初不愿食用果实，并把果实扔进火里，经过火烤的咖啡果中冒出香气引来僧侣前来查看，僧侣从余烬中捞出咖啡豆，并将其磨碎溶解在热水中，于是制成了世界上第一杯咖啡。但此故事截至1671年并没有得到任何记载，有可能是杜撰的。卡斐丘人的先祖被认为是最初认识到咖啡植物具有提神功效的族裔。亦有研究认为最初栽培的咖啡源自埃塞俄比亚的哈勒尔。公元前150-公元960年，埃塞俄比亚的阿克苏姆王国领土范围一度扩张至也门，6世纪中期，萨珊帝国攻占也门后将阿克苏姆帝国逐出南阿拉伯半岛。七世纪初阿拉伯帝国兴起后，垄断了从地中海到印度的海上商路令阿克苏姆逐渐衰落，因此足以肯定咖啡是从埃塞俄比亚传播到也门的。
咖啡传播到穆斯林世界后伊斯兰医学认可了咖啡的优点，认为其可以提振精神并防止酒精和大麻对穆斯林的诱惑。10世纪的波斯医生和科学家拉齐在其着作中提及类似咖啡的Bunchum。阿拉伯作家阿卜杜勒·卡迪尔·贾齐里在1587年的着作中提到，大约1454年亚丁的穆夫提谢赫是首个食用咖啡的人。
15世纪，也门的苏菲派修道院在祈祷时使用咖啡来帮助集中注意力。也门苏菲派伊玛目从红海沿岸的也门诚镇阿图尔巴进口来自埃塞俄比亚的商品，而咖啡是经由来自柏培拉和泽拉的索马里商人，从埃塞俄比亚出口到也门的，咖啡是从埃塞俄比亚帝国（阿比西尼亚帝国）内陆和哈勒尔采购的。据亚丁殖民地行政长官海恩斯船长（1839-1854年）所说，在19世纪英国控制亚丁并占领摩卡的咖啡贸易之前，历史上三分之二的咖啡都是从柏培拉的商人那里进口的。英国控制亚丁后，大部分埃塞俄比亚咖啡通过柏培拉出口到亚丁。
16世纪初咖啡从也门的摩卡港传播到埃及，在埃及开罗艾资哈尔大学周围出现了许多咖啡馆，随后咖啡馆还出现在叙利亚阿勒颇，到了1554年在奥斯曼帝国首都伊斯坦布尔开业
。1511年，麦加的宗教领袖认为咖啡具有刺激作用，便开始禁止穆斯林饮用咖啡，之后其余阿拉伯世界的苏丹和宗教領袖也相继效仿。奥斯曼帝国苏丹塞利姆一世出於担心战争期间民众在咖啡馆发表反动言论，而下令关闭咖啡馆并禁止饮用咖啡，还将违禁者扔进博斯普鲁斯海峡作为惩戒，但禁令却未能阻止民众对于咖啡的喜爱。1517年，奥斯曼苏丹塞利姆一世击败马穆鲁克苏丹国并征服埃及后，咖啡更是传入到伊斯坦布尔。1524年，奥斯曼苏丹苏莱曼一世解除了对咖啡的禁令，并由大穆夫提发布允许饮用咖啡的伊斯兰教令（法特瓦）。奥斯曼苏丹穆拉德四世（1623-1640年）统治期间再度对咖啡发布禁令，但宗教界认为饮用咖啡在原则上是允许的。
18世纪前咖啡曾被埃塞俄比亚正教会所禁止，直至19世纪后期叶埃塞俄比亚皇帝孟尼利克二世的统治时期才有所开放虽然咖啡种植起源于埃塞俄比亚，但直到20世纪其埃塞俄比亚仅生产少量咖啡用于出口，其中大部分产自东北部的哈勒尔周边地区，而其境内的卡法王国在1880年代生产了5万-6万公斤咖啡豆。甘贝拉内陆港口建立后，埃塞俄比亚于1907年正式开始大批量生产咖啡，1908年从甘贝拉就出口了10万公斤咖啡，而在1927-28年间就有超过400万公斤咖啡通过甘贝拉港口。阿尔西省则通过亚的斯亚贝巴至吉布提铁路出口咖啡，虽然铁路最初只运送了245,000公斤，但到1922年升至224万公斤，1925年就超过了哈勒尔的咖啡出口量，1936年时就达到了926万公斤。

## 欧洲

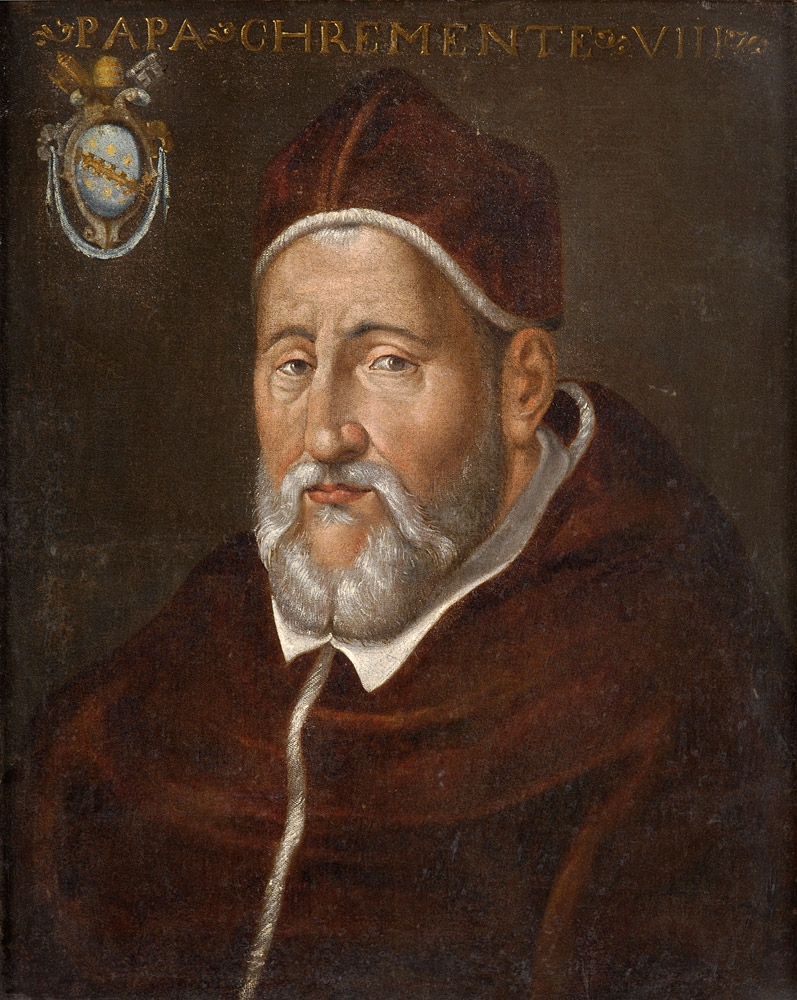
使得基督教全面认可咖啡的教宗克勉八世

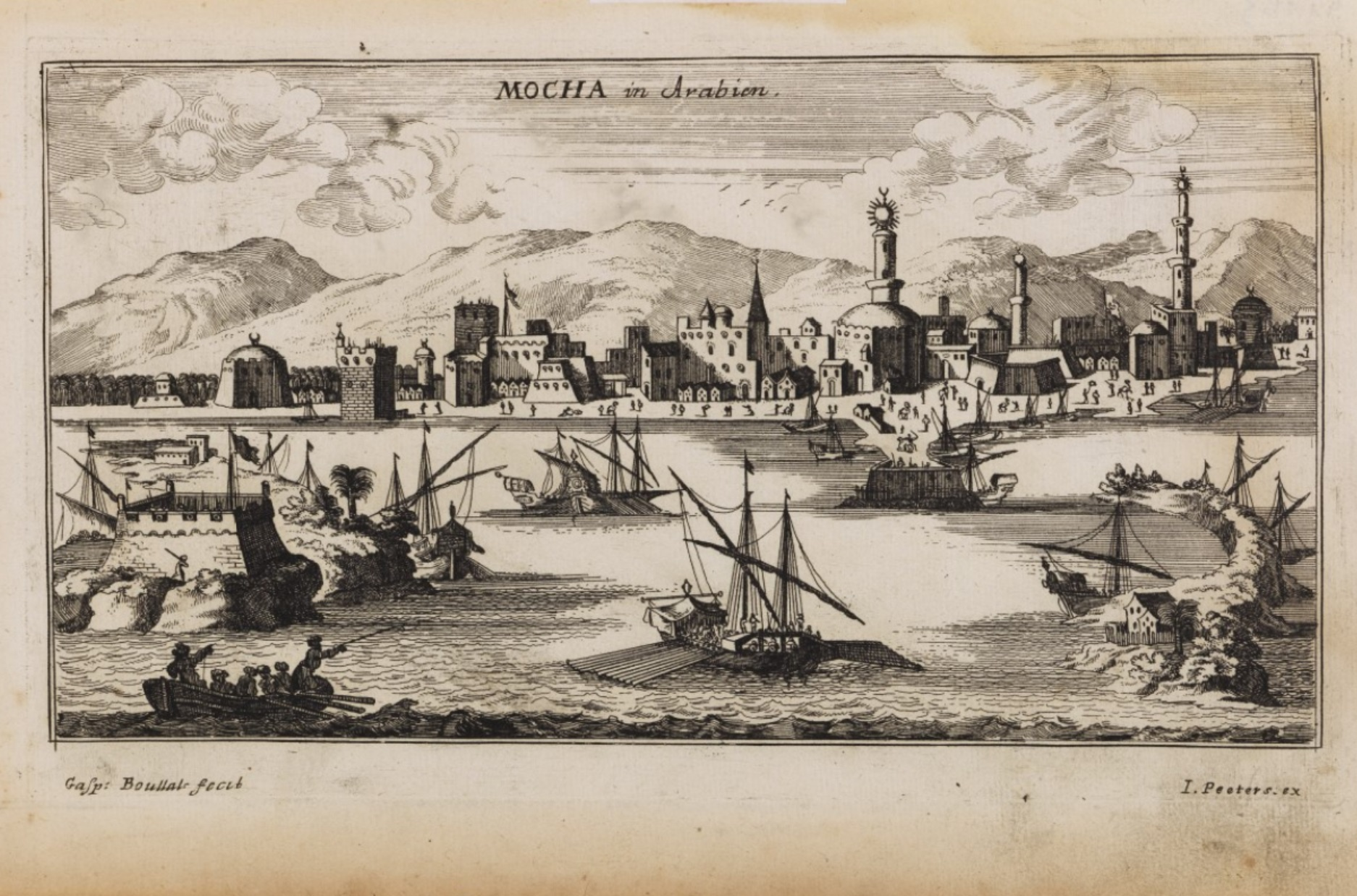
摩卡港，1692年

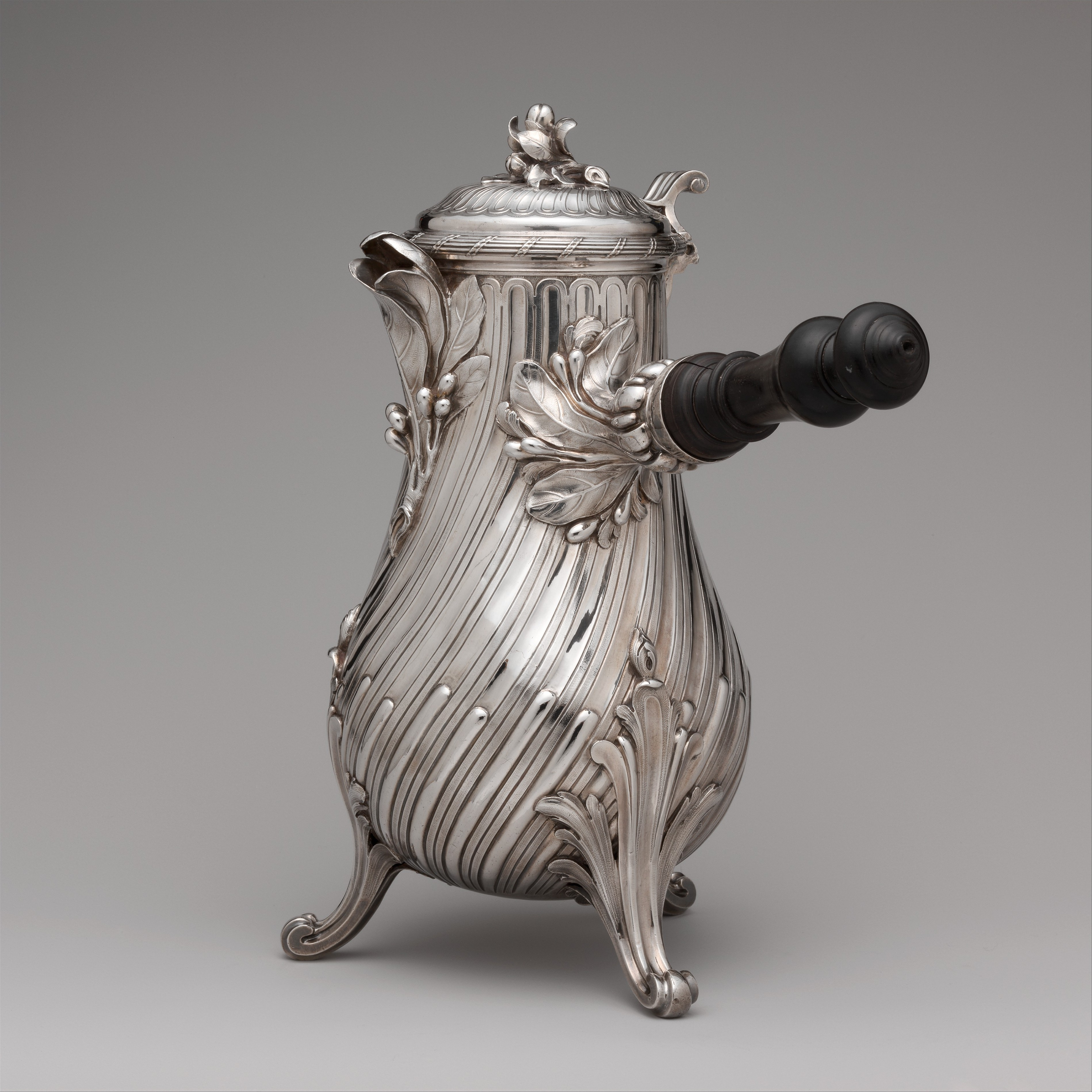
热尔曼银质咖啡壶，1757年, 由法国银匠弗朗索瓦·托马斯·热尔曼所制作的银质咖啡壶，现藏于纽约大都會藝術博物館

16世纪，咖啡被传播到萨法维帝国（伊朗）和奥斯曼帝国，并向西传播到意大利以及欧洲大陆，另一方面英国和荷兰东印度公司直接从也门摩卡港收购咖啡运回欧洲，并将咖啡树传播到东印度群岛和美洲 。
1580年，威尼斯植物学家兼医生的普罗斯佩罗·阿尔皮尼将咖啡从埃及进口到威尼斯，并于1591年成为首个发表咖啡植物学描述的欧洲人。北非、埃及和中东之间频繁的贸易令威尼斯获得了包括咖啡在内的大量非洲商品，而威尼斯商人向威尼斯的上流阶级推销咖啡，并凭此赚取高额的咖啡费用。起初意大利的宗教人士对咖啡这种穆斯林饮料持怀疑态度，并称咖啡为“撒旦的苦涩发明（bitter invention of Satan）”或是“阿拉伯酒（wine of Araby）”，1600年，教宗克勉八世对咖啡的争议作出裁决，在教宗品尝咖啡后认为可以饮用，并祝福了咖啡后，咖啡受到基督教的认可后在欧洲逐步普及。1645年第一家欧洲咖啡馆于威尼斯开业，截止1763年仅威尼斯就有200多家咖啡馆。
1616年，荷兰商人彼得·范登布羅克从也门摩卡获得了一些小果咖啡（阿拉比卡咖啡）树苗并带回了阿姆斯特丹，还在当地植物园种植成功，而其也是最早品尝咖啡的荷兰人之一。1658年，荷兰人首先在其殖民地锡兰（斯里兰卡）和后来的印度南部开始种植咖啡，但最终出于避免供应过剩而降低价格的考量，放弃了在锡兰的种植，专注于爪哇和苏里南（1718年）的种植园。
1651-63年间，一家由英国商人丹尼尔·爱德华兹的仆人帕斯夸·罗塞所经营的咖啡馆在伦敦康希尔开业，而爱德华兹则为其提供咖啡豆；1663年5月为止，罗塞咖啡馆也只是伦敦康希尔的七家咖啡馆之一。英国牛津的皇后巷咖啡馆，是由来自叙利亚的犹太人Cirques Jobson所开设的，其历史据说可以追溯到1654年，是欧洲最古老的咖啡馆；然而此家咖啡馆自1970年代才出现在牛津。1675年，全英格兰就有3000多家咖啡馆；启蒙运动时期，咖啡馆成为民众深入讨论宗教和政治的聚集地，以至于在1670年代英国国王查理二世曾试图取缔咖啡馆 。16世纪末，曾去往过萨法维帝国和奥斯曼帝国的英国人就认为咖啡“非常有助于消化、提振精神和净化血液”。而17世纪许多的英国人更是认为咖啡具有药用价值，名医也会推荐将咖啡用于医疗，有些人将咖啡用来治疗神经紊乱。
德国的咖啡馆最早出现在北海港口城市不来梅（1673年）以及由英国人开设在汉堡（1677年），到1694年汉堡已有四家咖啡馆。随后咖啡馆出现雷根斯堡（1686年）和莱比锡（1694年），1697年时两位归化奥斯曼战俘甚至在维尔茨堡开设了一家咖啡馆；1675年，勃兰登堡的腓特烈·威廉的宫廷就开始供应咖啡。18世纪初，咖啡馆出现在奥格斯堡（1703年），随后于斯图加特（1712年）开设，而柏林的第一家咖啡馆直到1721年才开业。1674-1675年间，德国旅行家兼植物学家莱昂哈德·劳沃尔夫在阿勒颇发现了咖啡，并成为最早通过文字描述咖啡饮用方式的欧洲人之一。1723–50年间作曲家巴赫经常于莱比锡的齐默尔曼咖啡馆指挥音乐合奏，巴赫还在1732–35年间创作了康塔塔“咖啡大合唱”。最初德国人使用英文来指代咖啡，直到18世纪德国人逐渐采用法语单词，然后逐渐将拼写改为，也就是现在德语中的咖啡。
早在1526年，咖啡在摩哈赤战役后经由奥斯曼的入侵而被传播至匈牙利，随后1529年维也纳之围中奥斯曼的入侵令咖啡传播到了奥地利维也纳。1683年，奥地利第一家咖啡馆在维也纳开业，由乌克兰裔波兰军官耶日·弗朗西泽克·库奇茨基开设，其使用的咖啡豆是维也纳之战中击败奥斯曼军队后获得的战利品；而库奇茨基的咖啡馆普及了在咖啡中加糖和牛奶的习惯。也有考证认为维也纳的第一家咖啡馆是由亚美尼亚人约翰内斯·西奥达于1685年开设的。

## 美洲
1774年，法国海军军官加布里埃尔·德·克利乌的年鉴中记述这，1720年其将咖啡树苗带到加勒比海马提尼克岛的故事，虽然50年后马提尼克岛有18680棵咖啡树，但西半球的法国殖民地圣多明各（海地）在1715年就已经开始种植咖啡，到1788年甚至供应了西方世界近半数的咖啡，可见马提尼克岛咖啡由来的故事并不完全属实；另一方面，1718年荷兰也在南美殖民地苏里南开始种植咖啡。。
大约1727年，葡萄牙国王派遣弗朗西斯科·德·梅洛·帕赫塔前往法国殖民地法属圭亚那搜寻咖啡种子和种苗，起初弗朗西斯科难以获得咖啡种子，但最终却令一位法国总督的妻子为其提供了咖啡种子和种苗。葡萄牙人首先在巴西里约热内卢附近，后来则是圣保罗种植咖啡并开垦森林建设种植园。1893年，咖啡历史性的从巴西传入距离原产地埃塞俄比亚不远的肯尼亚和坦桑尼亚，完成了横贯非洲大陆的旅程。
1773年，波士顿倾茶事件后约翰·亚当斯和许多美国人认为喝茶是不爱国的，令大量美国人在美国独立战争期间改喝咖啡。
19世纪后期，许多国家在其殖民地开始种植咖啡，而几乎所有殖民地都存在对土着居民的剥削和对土地掠夺，最终引发许多反抗和革命以及殖民地政府的血腥镇压。法国殖民地的种植园严重依赖非洲奴隶劳工，然而奴隶在咖啡种植园遭到的恶劣处境也是发生海地革命的诱因之一。危地马拉生产咖啡但缺乏收获咖啡豆的人力，危地马拉政府便强迫土着居民在田间劳作，这导致土着居民和危地马拉人之间的关系紧张。20世纪，欧洲消费了大量产自拉丁美洲国家的咖啡，第二次世界大战开始后，拉丁美洲就失去了40%的市场，几乎处于经济崩溃的边缘。美国与拉丁美洲国家进行了谈判，结果生产商同意公平划分美国市场而达成协议。在协议实行期间咖啡的价值翻了一番，这令咖啡生产商和拉丁美洲国家从中获益匪浅。
1852-1950年，巴西主导了世界咖啡生产，其出口的咖啡比世界其他地区的总和还多。但从1950年以来，由于哥伦比亚、越南以及埃塞俄比亚等主要生产国相继出现，而越南在1999年超过哥伦比亚成为世界第二大咖啡生产国，并在2011年达到15%的市场份额，而巴西的市场份额仅占33%。

## 亚洲

### 印度

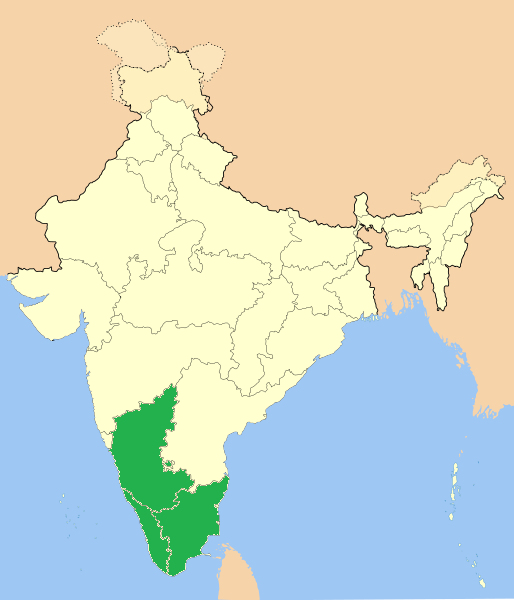
印度主要的咖啡产区

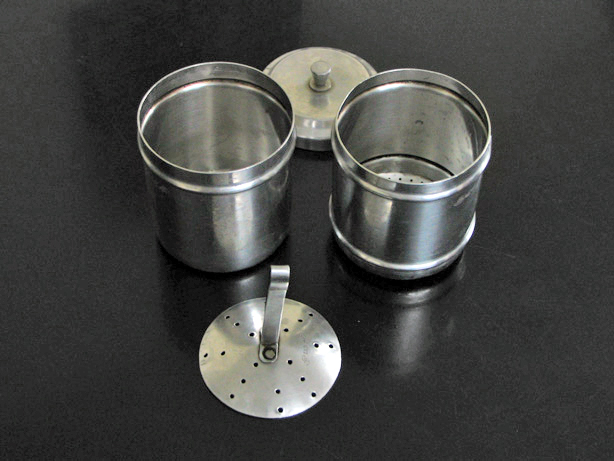
被拆卸的印度滴漏咖啡金属过滤器

1670年，一位名叫“巴巴布丹”的印度伊斯兰教苏菲派圣人，其从也门麦加朝圣返回时，将七颗咖啡豆藏在胡子里带到印度卡纳塔克邦迈索尔 ，并种植在奇克马加卢尔高约1829米的山丘上；此后咖啡种植园就在该地区建立起来，并向南延伸到果达古。。阿拉伯人严格控制咖啡豆出口到其他国家，将未经过烘烤或煮沸处理的咖啡豆带出阿拉伯半岛被认为是违法行为。但由于七在伊斯兰教中是一个神圣不可侵犯的数字，因此圣人携带七颗咖啡豆的行为也被看做是一种宗教行为。
印度卡纳塔克邦、喀拉拉邦和泰米尔纳德邦构成了印度南部传统的咖啡种植区，而印度南部的咖啡消费量也远比印度其他地区大；其次是印度东部沿海的安得拉邦和奥里萨邦的非传统地区开发的新区，第三个地区为俗称“印度七姐妹邦”的包括印度东北部的阿萨姆邦、曼尼普尔邦、梅加拉亚邦、米佐拉姆邦、特里普拉邦、那加兰邦和阿鲁纳恰尔邦。最初阿拉比卡咖啡很受欢迎，然而由于咖啡锈病对此品种造成的严重侵扰，令替代品种罗布斯塔咖啡以及一种耐锈病的阿拉比卡咖啡杂交品种开始流行。并成为印度最常见的咖啡品种，仅卡纳塔克邦就占该品种产量的70%。
与锡兰一样，印度的咖啡产量从1870年代开始迅速下降，而咖啡锈病更是影响了咖啡的产量，以至于导致许多地方的咖啡种植园被新兴的茶园取代。1942年，印度政府通过1942年的《咖啡VII法案》来规范咖啡出口并保护小农和边缘农民，还根据该法案成立了印度咖啡委员会。政府大幅加强了对印度咖啡出口的控制，并将其种植者的咖啡集中起来；但却导致农民缺乏生产优质咖啡的积极性，因此质量参差不齐。直到1995年，印度咖啡委员会才通过联合供应销售许多种植者的咖啡，但此后由于印度的经济自由化，咖啡营销变成了私营活动。1970年代印度的咖啡产量迅速增长，并从1971-72年的68948吨增加到1979-80年的12万吨，在1980年代增长了4.6%。在1990年代增长了30%以上，在生产增长仅次于乌干达。2007年，印度有机咖啡的种植面积约为2600公顷，估计产量约为1700吨。截至2009年，印度咖啡仅占全球产量的4.5%。80%的印度咖啡用于出口；其中70%运往德国、俄罗斯、西班牙、比利时、斯洛文尼亚、美国、英国、日本、希腊、荷兰和法国，意大利占出口的29%。大部分出口通过苏伊士运河运输。根据联合国粮食及农业组织公布的2008年统计数据，印度收获的咖啡总面积为34.2万公顷，产量估计为7660公两/公顷,，总产量估计为26.2万吨。印度大约有25万名咖啡种植者，其中98%是小型种植者。其中90%以上是占地4.0公顷或以下的小型农场。根据2001-2002年的统计数据，印度咖啡种植总面积为346995公顷，其中小农户为175475公顷（占总面积71.2%）。100公顷以上大户面积为78010亩（仅总面积9.1%）仅167户。在138209个经营者中，不到2公顷的土地面积为114546公顷（占总面积33%）。
| 种植规模           | 数量 (2001年–2002年) | 所占份额   |
| ------------------ | -------------------- | ---------- |
| 全部               | 178308               | 346995公顷 |
| 10公顷和10公顷以下 | 175475               | 247087公顷 |
| 10至100公顷及以上  | 2833                 | 99908公顷  |

印度咖啡以其酸度和甜度较低的特性在欧洲受到欢迎，因此被广泛用于制作意式浓缩咖啡。印度咖啡主要生长在印度南部季风降雨条件下，也被称为“印度季风咖啡”，其风味被定义为：“优质时能够媲美太平洋咖啡的风味特征，但劣质时只是平淡无味”。印度传统的咖啡冲煮方式为印度滴漏咖啡，其通常是阿拉比卡咖啡或咖啡公豆制作的；咖啡豆经过深度烘焙、研磨并与菊苣混合，咖啡占混合物的80-90%，其余的为菊苣。菊苣的轻微苦味有助于产生印度滴漏咖啡的风味，传统上使用粗糖或蜂蜜作为甜味剂，但自1900年代中期以来仅使用白糖。1957年，印度首家咖啡館在新德里开业，随后连锁咖啡馆在印度各地出现，而咖啡日咖啡廳是现今印度最大的连锁咖啡馆。

### 日本

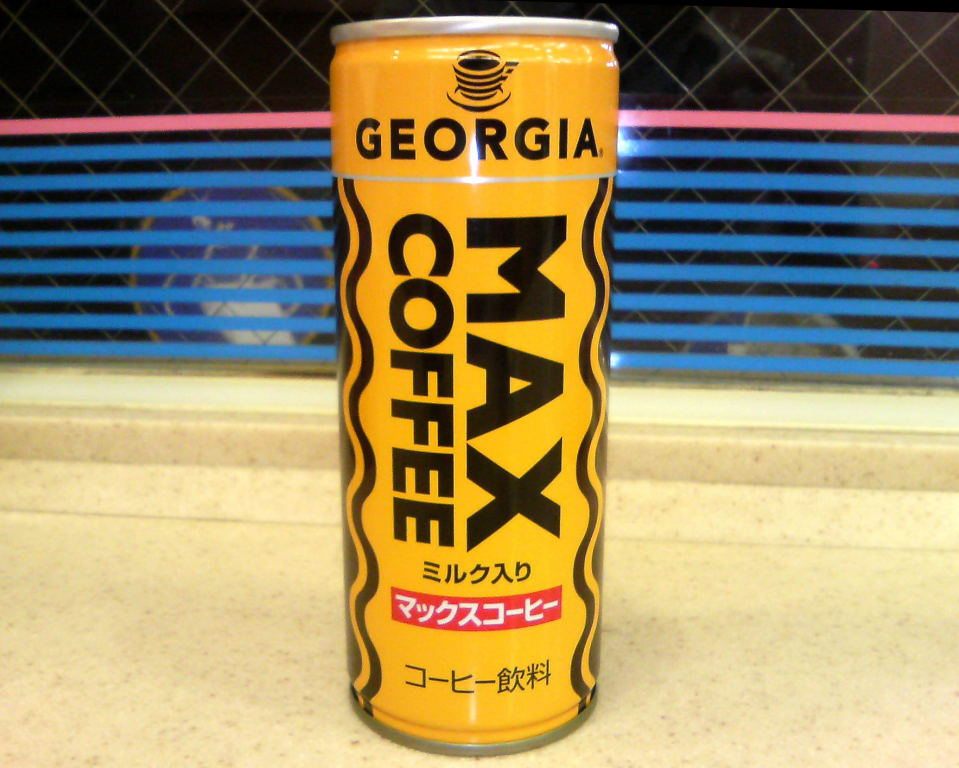
MAX Coffee罐装咖啡

咖啡自16世纪和17世纪由荷兰和葡萄牙商人传播至日本。1888年日本第一家欧式咖啡馆于东京开业，名为Kahiichakan，但仅经营四年后就关闭了。1933年，上岛忠雄在神户创立了上岛忠雄商店。1930年代初，日本有超过3萬家咖啡馆，但随后开始的第二次世界大战和战后时期令咖啡消费几乎下降为零，随着咖啡进口的恢复而迅速增加。1965年，日本推出了世界首款罐装咖啡（かんコーヒー），但并没有获得商业成功；直到1969年，由上岛忠雄创建的上岛咖啡发布了首款罐装咖啡，并成功令其成为大众消费品。1973年，冷热饮料自动售货机引进日本，随后自动售货机和罐装咖啡大受市场欢迎，而日本的咖啡馆和连锁咖啡店也开始大量涌现，1980年罗多伦咖啡开设了第一家门店，使得咖啡在日本确立了市场地位。日本在1960年进口了1.5萬吨咖啡，而自1960年至2007年日本总计进口了44萬吨咖啡，即使在1990年代的泡沫经济之后也没有太大的下降。
日语中咖啡通常以片假名写作，汉字则写为「珈琲」；18世纪，荷兰人将咖啡带入日本，日语中的咖啡一词亦源自荷兰语e，而江户时代末期津山藩的兰学家宇田川榕庵（1798年-1846年）将咖啡的汉字选为「珈琲」。日本的咖啡文化与西方略有不同，日本咖啡馆习惯将杯柄朝向饮用者的左侧，而勺柄则朝向右侧。由于咖啡的西方文化属性，令咖啡在第二次世界大战期间几乎被禁止，只有少数特权阶级可以享受。战后日本的爵士咖啡馆得到复兴，而咖啡店也是1960年代和70年代进步青年的文化聚集地，以及女权运动和反政府抗议活动的聚会场所，咖啡店还在独自工作的日本商人中流行起来。根据夏威夷大学和大坂桃山学院大学教授合作撰写的一篇文章中指出，在日本速溶咖啡被视为普通咖啡，而现磨咖啡豆被视为奢侈品；咖啡种类也反映出了年龄差异对咖啡偏好的影响，日本年轻人喜欢速溶咖啡，中产阶级则喜欢研磨咖啡。

### 台湾及中国大陆
在1884年时，英国茶叶商人从马尼拉将咖啡带入台湾，并尝试在今三峡区一地种植，其后在冷水坑、汐止等地也开始咖啡的栽培。日治时期，总督府殖产局也进一步在恒春热带植物殖育场等地栽培咖啡；1917年，又在嘉義的试验场种植，接着士林园艺试验支所也开始种植。
1904年，法国传教士将一批从越南获得的咖啡种苗带到中国大陆云南的宾川县种植；1905年，云南蒙自开设了云南的首家咖啡馆「滇越铁路酒吧间」。1951年，中华人民共和国云南省农林厅林业局建立林垦处，云南德宏州首次引进咖啡种苗进行规模0.4公顷的生产性栽培。1960年，云南省种植面积达3.28万亩（2186.66公顷)，占云南省种植面积的60%，约占中国大陆栽培咖啡面积的四分之一。1982年，云南咖啡种植面积1.59万亩（1,060公顷）。1980年代末，雀巢公司在中国大陆成立合资公司，并通过咖啡种植项目等方式支持云南的咖啡产业发展；最初云南咖啡的品种仅有铁皮卡（Typica）和波旁（Bourbon），1988年，雀巢公司引进卡蒂姆（Catimor）并在云南和海南进行选育测试。1990年后，雀巢正式向云南引进卡蒂姆（Catimor）品种，仅潞江坝就种植了近18万亩（1.2万公顷）卡蒂姆品种，虽然此品种产量高并耐咖啡锈病，但口感一般。1992年，雀巢公司开始专门指导和研究云南咖啡的改良与种植，并按照美国现货市场价格收购云南咖啡。1992年，中国人民共和国政府和联合国开发计划署的咖啡合作项目云南咖啡厂成立，其也是当时中国大陆生产规模最大和最完整的专业烘焙咖啡生产线。1995年，云南省咖啡的种植面积和产量都占据中国大陆的95%以上。2018年，云南咖啡种植面积149.50万亩（99666公顷），产量15万吨，种植面积和产量均占中国大陆的99%。云南咖啡的主要产区为保山、德宏、普洱和临沧，而这4个地区均占云南85%以上的产量和种植面积。2021年，云南省咖啡种植面积139.29万亩（92860公顷），产量10.87万吨，产值26.43亿人民币，咖啡产业链产值316.72亿人民币。
咖啡随着上海开埠出现在上海租界，然而起初尝试的上海人并不习惯咖啡的苦味。由于租界中的西餐厅同样供应咖啡，随着西餐在上海滩的普及，咖啡也逐渐被上海人接受。1920年代末1940年代，上海的南京路、霞飞路、北四川路、亚尔培路等地曾涌现出许多咖啡馆，原先许多为外国人而设立的咖啡馆，逐渐成为上海人的生活方式之一，也成为中国人为数不多能够体验西方生活方式的场所，并作为公共空间吸引了众多新文学作家。1909年朱文炳的《海上竹枝词》中，就有描写咖啡的诗句。作家周瘦鹃把咖啡与中国传统文学联系起来，在《生查子》中有书：

“更啜苦加非，绝似相思味”。

在东南亚有出自福建话「咖啡店」的「Kopitiam」一词，马来西亚、新加坡的「Kopitiam」始于1900年代，是中国移民所创设。。